# Jakob Ginzel

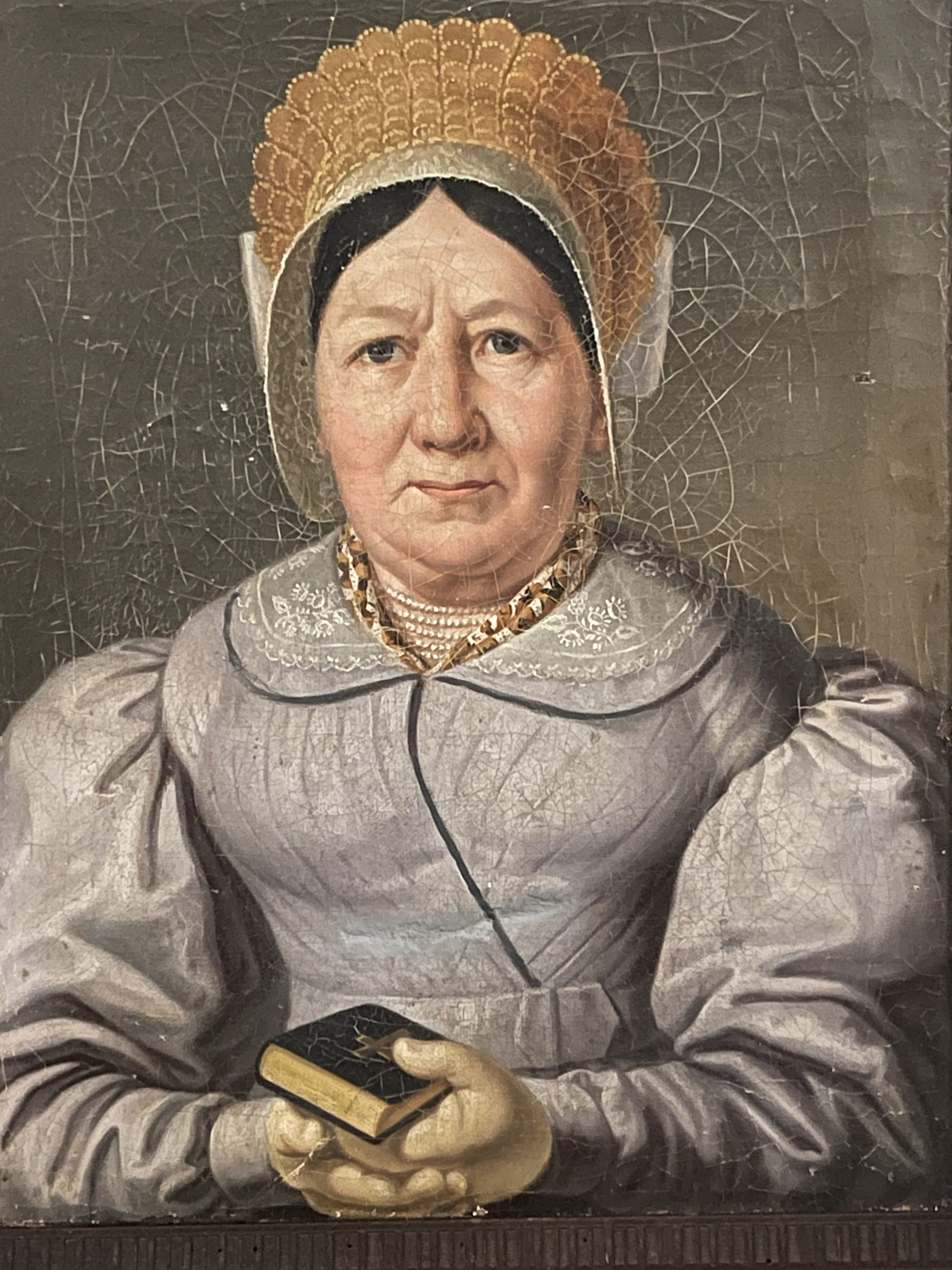
Frauenpotrait (datiert auf 1837)

Jakob Ginzel (* 14. Juli 1792 in Reichenberg; † 31. März 1862 ebenda) war ein böhmischer Maler.
Ginzel erlernte in der väterlichen Werkstatt den Beruf eines Tischlers. Von 1814 bis 1817 studierte er Malerei an der Prager Kunstakademie.
Ab 1818 war er zunächst in Dresden, dann in seiner Heimatstadt als Kunstmaler tätig. Ginzels malerischer Schwerpunkt lag in der Porträtmalerei, die vor allem bedeutsame Bürger Reichenbergs und Gablonz darstellte. Bekannt wurde er vor allem durch eine Vielzahl gefertigter Weihnachtskrippen. In den Werkstätten von Ginzel und Joseph von Führich, des zweiten namhaften Krippenmachers des Isergebirges, der etwa zur selben Zeit lebte, entstanden kunstvoll bemalte Figurendarstellungen aus Pappmaché.
Eine von Ginzel 1840 in Prag eröffnete Mal- und Zeichenschule war nicht von Erfolg gekrönt, so dass er sein Wirken in Prag bald wieder einstellte und sein Atelier in Reichenberg wieder eröffnete.
Seine bedeutendste Schöpfung ist das 1853 entstandene Diorama von Bethlehem.